# Skeptical Science
Skeptical Science ist ein von 31 Autoren betriebenes Wissenschafts-Weblog, das in 21 Sprachen abrufbar ist. Es wurde vom australischen Kognitionswissenschaftler John Cook im Jahr 2007 gegründet. Die Seite befasst sich mit Falschbehauptungen von Klimaskeptikern und -leugnern und führt rund 200 häufig genutzte Argumente sowie deren Widerlegung. Daneben erscheinen auch Artikel zu aktuellen Themen im Zusammenhang mit der globalen Erwärmung.

## Beschreibung

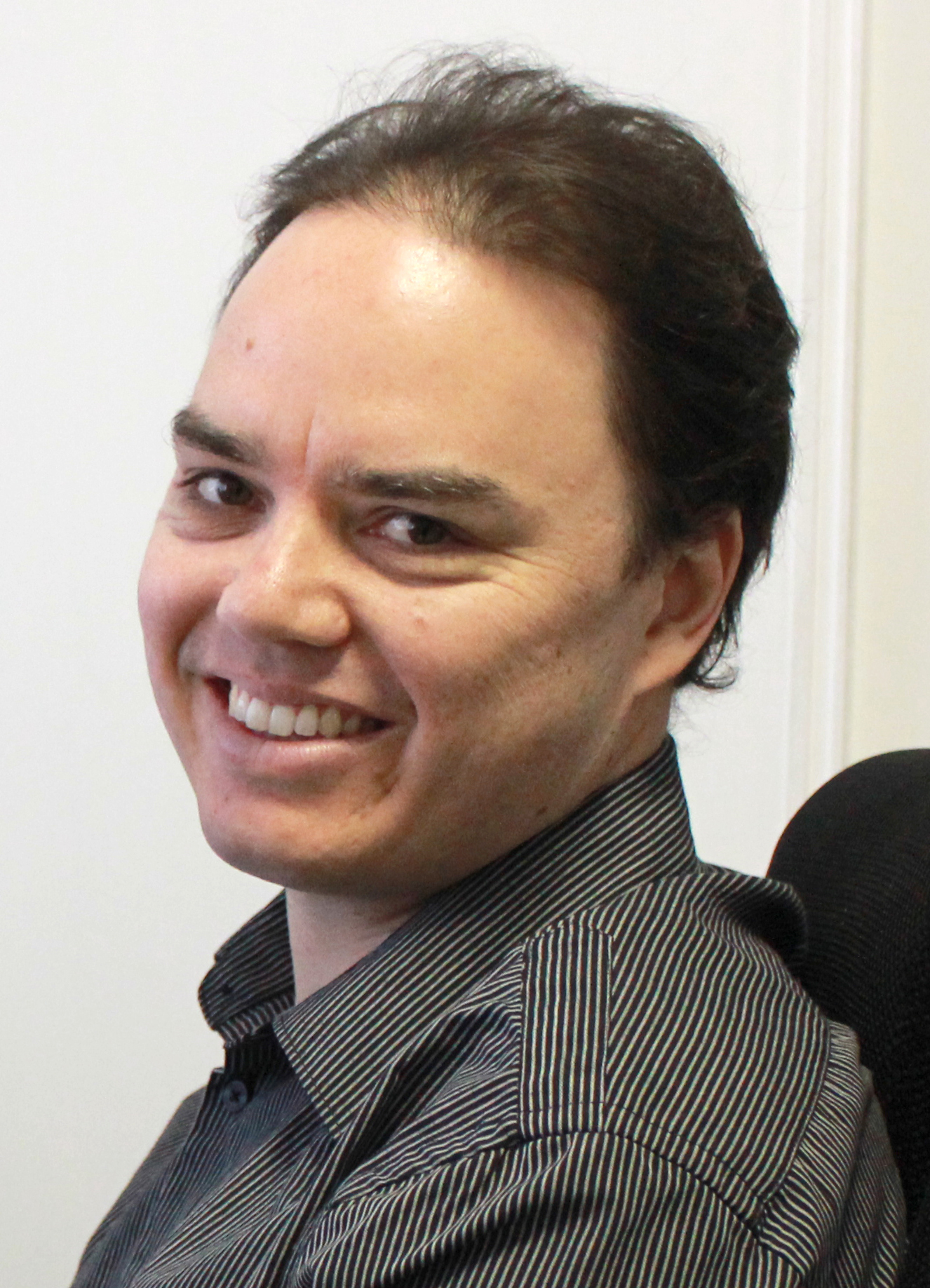
John Cook (2011)

John Cook rief die Website ins Leben, nachdem er im Jahr 2007 eine Rede des US-Senators Jim Inhofe hörte, in der dieser das Problem der globalen Erwärmung als Witz bezeichnete. 2010 erklärte Cook, dass ein weiterer Motivationsgrund in seinem christlichen Glauben zu finden sei. Ihm lägen dieselben Dinge am Herzen, von denen er denkt, dass sie Gott auch für wichtig hält, wie beispielsweise die Sorge um die Not der Armen und der Verletzlichen.
Er strukturierte die Site so, dass jeder klimaskeptischen Behauptung die Aussagen der Wissenschaft gegenübergestellt werden; ergänzend werden auch erklärende Hintergrundinformationen und wissenschaftliche Referenzen geliefert. Diese sind in zwei bis drei verschiedenen Ausführlichkeits-Stufen abrufbar, so dass der Leser die Komplexität der Antwort wählen kann. Die Website ist keiner politischen, wirtschaftlichen oder wohltätigen Organisation angegliedert und wird allein von John Cook finanziert.

## Aktivitäten
Die Firma Shine Technologies entwickelte für Cook eine App, die sowohl den Betreibern der Website wie auch den Nutzern kostenlos zur Verfügung gestellt wird. Der Nutzer kann damit die Zusammenfassungen der angegebenen Argumente nachlesen. Die App ist für Android, iPhone und Nokia erhältlich und wurde 8 Monate nach ihrer Veröffentlichung bereits 60.000 mal heruntergeladen.
Im Jahr 2010 wurde von Skeptical Science ein wissenschaftlicher Leitfaden zur Klimaskepsis herausgegeben. Darin werden die wesentlichen Fakten zum menschengemachten Klimawandel leicht verständlich aufgeführt und auf typische Fehler in klimaskeptischen Argumentationen hingewiesen. Er wurde in 18 Sprachen übersetzt.
Im Mai 2013 wurde von Skeptical Science eine Partner-Website zur Darstellung der Ergebnisse des „Consensus Project“ ins Leben gerufen. Bei dem Projekt handelt es sich um eine unabhängige Untersuchung, inwieweit in der wissenschaftlichen Forschung ein Konsens darüber besteht, dass der Klimawandel von Menschen verursacht sei. Dazu waren 12.465 wissenschaftliche Publikationen, die einem Peer-Review unterlagen, zu den Themen „globale Erwärmung“ und „globaler Klimawandel“ aus 21 Jahren ausgewertet worden. Aus diesen Publikationen wiederum enthielten 4.014 Abstracts von 10.188 Autoren eine Aussage darüber, ob die globale Erwärmung menschengemacht sei oder nicht. Die Untersuchung kam zu dem Ergebnis, dass 97,1 % der Abstracts und 98,4 % der Autoren die Aussage bejahen.
Seit November 2013 ist von der Website ein Widget herunterladbar, das man auf seiner eigenen Website einbinden und damit auf die durch die globale Erwärmung akkumulierte Energiemenge hinweisen kann. Als Vergleichsmaßstab kann unter anderem die Anzahl der seit einem frei definierbaren Zeitpunkt explodierten Atombomben, Anzahl von Erdbeben der Stärke 6 oder beispielsweise Anzahl von Hurrikans vom Typ Hurrikan Sandy gewählt werden.
In Zusammenarbeit mit der Universität Queensland wurde von den Mitarbeitern von Skeptical Science im April 2015 ein Massive Open Online Course zum Thema Leugnung des Klimawandels gestartet.

## Rezeption
Die Washington Post bezeichnet Skeptical Science als die prominenteste und detailreichste Website, die sich mit Argumenten von Klimaskeptikern beschäftigt. Skeptical Science gewann im Jahr 2011 den Eureka-Preis des Australian Museum in der Kategorie Fortschritte im Wissen zur globalen Erwärmung. David Suzuki empfiehlt SkepticalScience als Einstiegspunkt, um sich Kenntnisse zum Themenkomplex der globalen Erwärmung anzueignen. Der Meeresbiologe  Ove Hoegh-Guldberg beschrieb Skeptical Science als die global prominenteste, wissensbasierte Website, die sich mit dem Themenkomplex der globalen Erwärmung auseinandersetzt. Der US-amerikanische Wissenschaftsphilosoph Eric Winsberg empfiehlt Skeptical Science als Website, die die Standardargumente der Klimaleugner gut erörtert und nützliche Zusammenfassungen der aktuellen Klimaforschung veröffentlicht.
Das Wissenschafts-Blog wurde im Jahr 2010 pro Monat 400.000 mal aufgerufen. Im Jahr 2016 verlieh ihm das US-amerikanische National Center for Science Education den Friend of the Planet Award. Skeptical Science sei einfach konkurrenzlos als eine riesige, aktuelle und tiefgründige Quelle exakter und gut zugänglicher Information zur Wissenschaft des Klimawandels.